# Cendrieux
Cendrieux är en kommun i departementet Dordogne i regionen Nouvelle-Aquitaine i sydvästra Frankrike. Kommunen ligger i kantonen Vergt som tillhör arrondissementet Périgueux. År 2018 hade Cendrieux 584 invånare.

## Befolkningsutveckling
Antalet invånare i kommunen Cendrieux
Referens:INSEE